# 北海道道667号徹別原野雄別停車場線

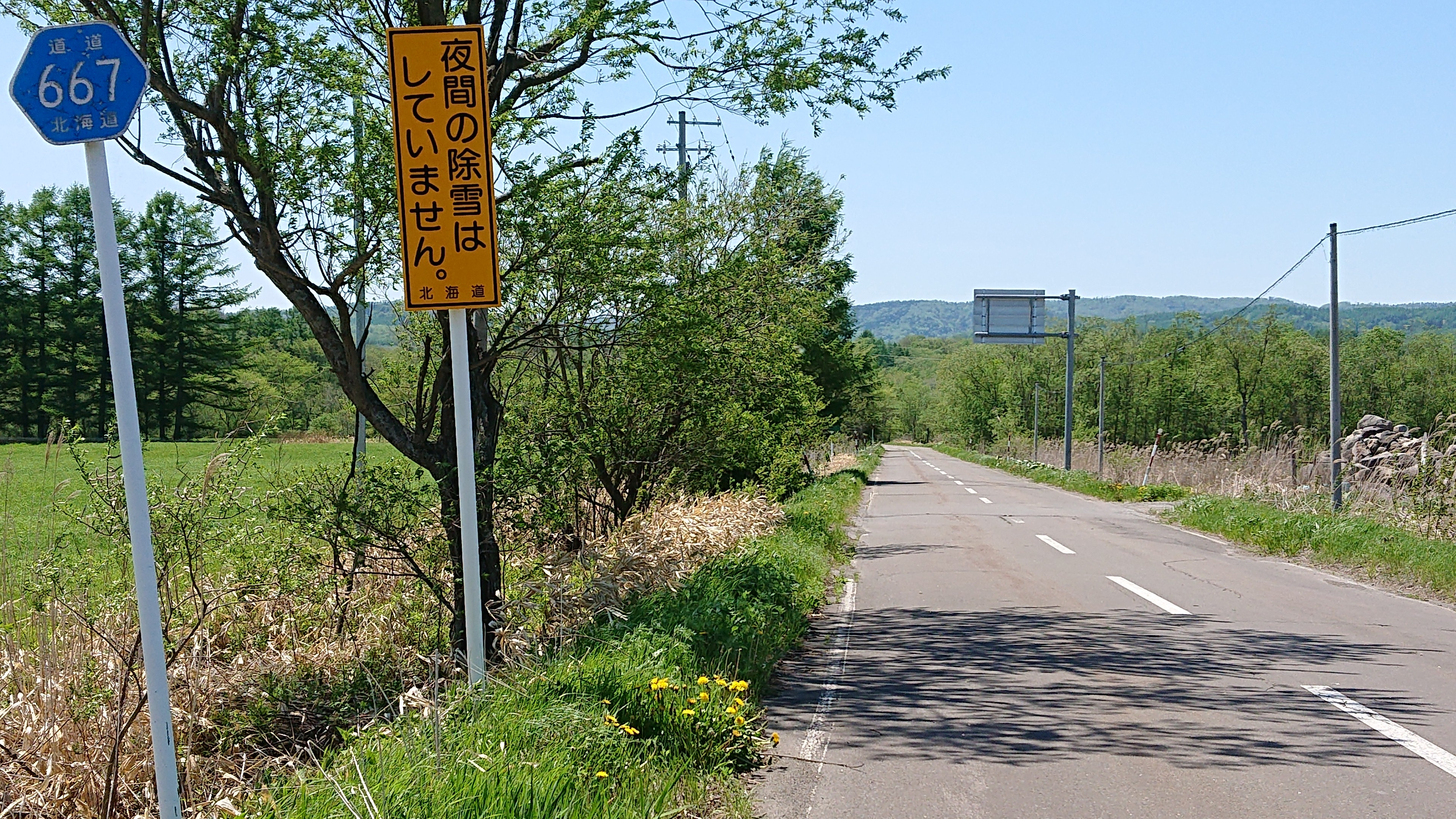
北海道道667号徹別原野雄別停車場線（阿寒町徹別原野）

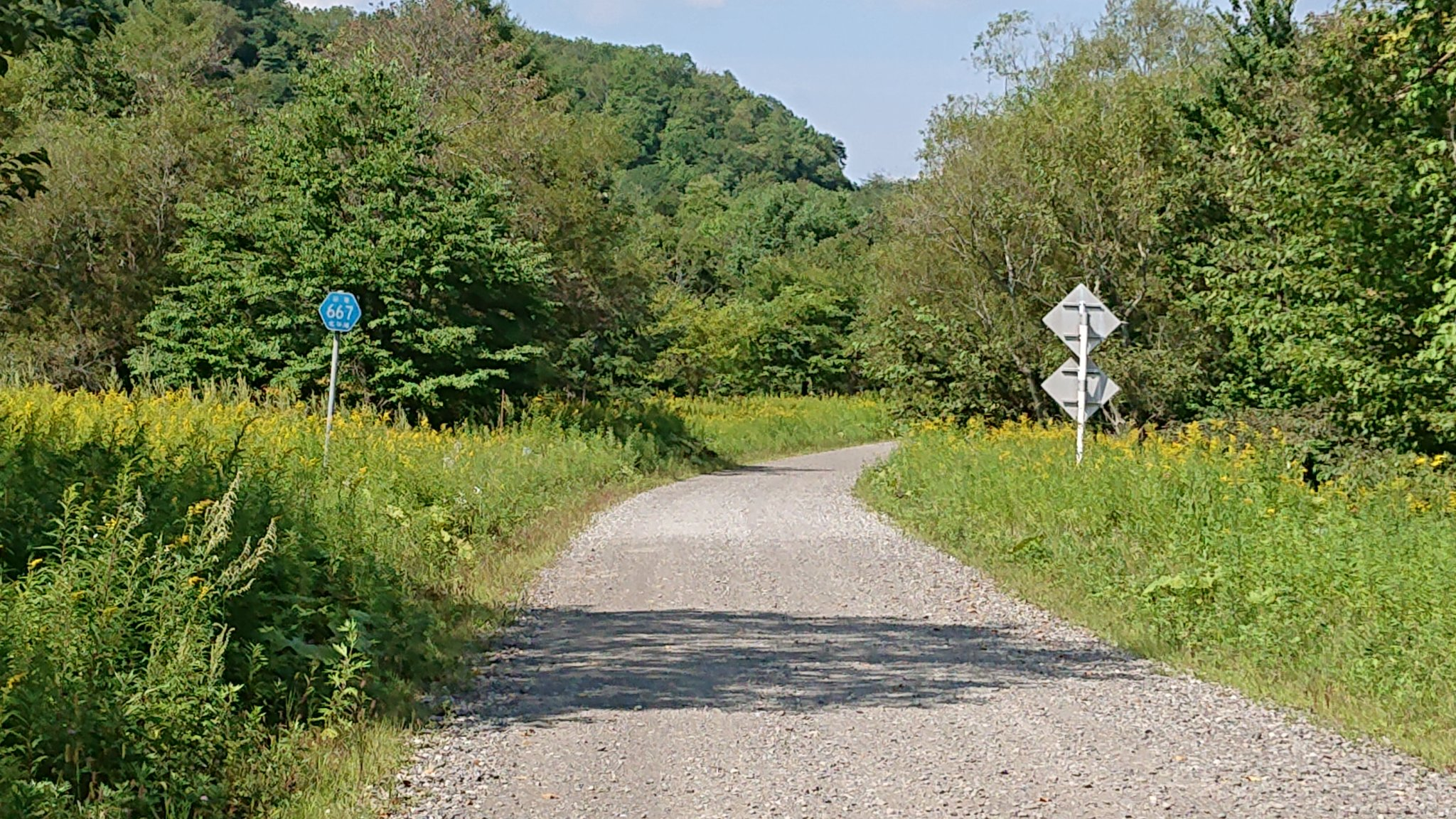
北海道道667号徹別原野雄別停車場線（阿寒町雄別）

北海道道667号徹別原野雄別停車場線（ほっかいどうどう667ごう てしべつげんやゆうべつていしゃじょうせん）は、北海道釧路市阿寒町内を結ぶ一般道道である。

## 概要
北海道道222号との合流地から先のかつての雄別炭山駅前商店街に向けた道路は封鎖されて通行できない。
旧駅前商店街通は所々舗装道路としての遺構が確認できるのみである。

### 路線データ
- 起点：北海道釧路市阿寒町徹別原野（国道240号交点）
- 終点：北海道釧路市阿寒町雄別（旧雄別鉄道 雄別炭山駅跡）
- 総距離：7.7 km

## 歴史
- 1969年（昭和44年）6月18日 - 路線認定[1]。

## 地理

### 通過する自治体
- 釧路総合振興局
  - 釧路市

### 主な接続道路
釧路市
- 国道240号 - 阿寒町徹別原野（起点）
- 北海道道222号雄別釧路線 - 阿寒町雄別